# Диатрема
Диатремата представлява вертикален фуниевиден вулканичен канал със стръмни стени, образуван при експлозивно избухване на газове под земната кора и запълнен с пирокластични материали, рохкави брекчи и фрагменти от големи плутонични скали. Материалите, които попадат в канала, постепенно го запълват и диатремата нараства към повърхността. Отнася се към типа на несъгласните интрузии, т.е. пресича пластовете на скалите, в които се вмества. Това образувание е характерно за кимбърлитови, лампроитови, базанитови и някои други типове свръхалкални базични скали като мелилитити, нефелинити и някои алкални базалти.

## Формиране
Съществуват няколко модела, по които може да се формира една диатрема:
- Магмен тип ерупция – Кимбърлитовата магма, която се формира дълбоко в горните части на земната мантия, на повече от 150 километра под повърхността, се изкачва по съществуващи фрактури, разломи и други слаби зони. В този тип магма се съдържат летливи вещества в голяма концентрация, особено СО2 и водни пари. Поради високото налягане в дълбоките области, те остават разтворени в нея. Изкачването на магмата става сравнително бързо и достигайки зони, близо до повърхността, високото налягане все още се уравновесява от натиска на скалите над нея. В един момент, много близо до повърхността, това равновесие се нарушава и резултира в бурно, взривно избухване на газовете, които не могат повече да бъдат задържани в магмата и разрушават всичко по пътя си, докато достигнат повърхността и се издигнат в атмосферата.[3] Освобождаването на разтворения в магмата газ създава силно флуидизирана система, в която по обем преобладават газовете.[2] Този взрив руши не само магмопровода, но и околните скали и всички твърди съставки на магмата. Газовете в канала се движат с много голяма скорост, завихрят се заедно със скалните фрагменти, и тази въртяща се маса от магма и газове формира фуниевидната зона на диатрема.[3] Обикновено системата се създава на голяма дълбочина и обемът ѝ се увеличава почти взривно с придвижването ѝ към повърхността, при което материалът от околните стени се раздробява и тръбата се уширява. Големи скални блокове се отчупват и свличат в канала, а на повърхността могат да се образуват концентрични разломи с диаметър до 2 km. При това е възможно вътрешната част на тръбата да пропадне под разлома. Запазените в горната част над тръбата пластове могат да са съставени от наслоени пирокластити, образувани от по-ранните етапи на ерупцията.[2] След утихване на изригването диатремата се запълва с тези скални късове, които се циментират във вид на брекчи.[3] В тях участват парчета от вместващите скали и магмен материал.[2]

- Формирането на диатремите не е свързано само с кимбърлити и лампроити. Те могат да се образуват от всякакъв вид магма. Във всички случаи налице трябва да бъдат две условия – подходящи състав на магмата и характер на скалите, в които тя се вмества. При втория тип формиране на диатреми голямо количество свързани газове се намират не в магмата, а във водата, в която тя се внедрява и превръща в пара. Това може да се случи или когато магмата преминава през наситени с вода седиментни или порьозни скали, или когато е инжектирана в голямо водно пространство, например езеро. И в двата случая това рефлектира в изригване на гореща пара, примесена със скални късове, които формират диатрема по начин, аналогичен на този при магмената ерупция.[3]
- Според някои теории диатреми могат да се формират и при падането на болид или по-голям метеорит.[2] Възможността за електроразрядно взаимодействие между метеорита и повърхността на земята може да предизвика взрив и напълно разрушаване на болида. При наличието на студена вода в зоната на контакта, бързото ѝ нагряване води до получаването на високи температури в много ограничено пространство, а това създава крайно високи налягания с последващи експлозии.[4] Резултатът може да доведе до образуване на плитки диатреми с подземно образуване на туфозни материали.[2]
- Съществува теория, според която диатреми могат да се формират благодарение на електрическите полета в недрата на Земята. В нейната основа заляга предположението, че силните електрически полета с неизменни електрически разряди водят до импулсно разбиване на земната кора.[4] Необходимо условие за възникването им в кората е рязкото увеличение на отрицателните заряди на повърхността, засегната от атмосферното електричество. Руските учени Воробьов, Степанов и Баласанян твърдят, че мощността на електрическите разряди в земната кора се концентрира на малка площ, което е достатъчно да се образуват експлозивни структури. Диатремите са резултат от подземни електрически разряди, техните експлозивни ефекти, свързаните с тях механични колебания на скалите в условията на силни електрически полета и разтопяване на стените на канала. Топенето на скалите произвежда горещи газове (вероятно и плазма), разтопената магма, заедно с газовете издига от горната част на мантията с голяма скорост, минава зад плазмата, унищожава върховете на канала и формира диатрема.[5]

## Размери
Диатремите обикновено достигат до 1 – 2 километра в дълбочина, а наклонът на стените им е около 80°-85° спрямо хоризонталната ос. Сечението им обикновено е кръгло, до елиптично.

## Структура
Диатремата е изпълнена с масивни, хомогенни, вулканични скали, съставени от брекчи, смесени с парчета от по-стари скали, изнесени нагоре от дълбочините и дори със седиментни скали от по-високите нива. Депозитите в нея са с разнообразна структура, състав и съотношение между различните видове скална маса. В долната част са насложени последователно постъпили отпадъчни скални материали, а по-нагоре следват депозитни легла, образувани чрез утаяване на повърхността и отворени към атмосферата. Базалтовата коренна зона включва прехода от последователен магмен приток до кластични депозити, образувани чрез фрагментация на магмата. Коренната зона е с неправилна форма и се характеризира с наличието на такива кластични депозити, съставени от хаотично насложени брекчи, прорязани от криви дайки. Те представляват вътрешни фрагментирани зони и са отражение на промените в местоположението и периода на изригване.
В кимбърлитовите диатреми с тях са смесени и единични кристали от различни минерали като плагиоклаз, оливин, клинопироксен, амфибол, биотит и диаманти. Те се вградени в силно променена мехурчеста матрица и са формирани или от магмата по време на нейното издигане нагоре, или са отделени от ксенолити, вложени в нея (ксенокристали). Брекчите отделят зоната на диатремата от коренната зона.

## Маар-диатреми
Диатремата често се среща в комбинация с маар – сравнително плитък кратер, врязан в земната повърхност и заобиколен от пръстен изхвърлен скален материал. Диатремата продължава надолу под маара и достига до коренната зона на депозитите. Комбинацията може да се наблюдава както при исторически изригвания с дълбоко ерозирали маари, така и при съвременно формирани диатремни структури. Маар-диатремните изригвания са епизодични, а изхвърлените пръстени предоставят ценна информация за последователността на еруптивните процеси, но не и за образуването на диатремите.

## Примери
Примери на диатреми, асоциирани с базалтови вулкани са Kilbourne Hole в Ню Мексико. Многобройни диатреми с маари се наблюдават в планинския платовиден масив Айфел в Германия. Там те изглеждат като малки кратери, заобиколени от тесни пирокластични конуси, получени от изхвърления материал с алкално-базалтов състав. Примери за такива диатреми има и в Шотландия, където те са добре видими, разкрити в остро изрязаната брегова линия. Аналогични на земните диатреми могат да се различат и на повърхността на Луната.
При изригването си през 1966 година вулканът Таал във Филипините само за два дни формира в основата си диатрема с диаметър 300 метра. Предупредени от нарастването на сеизмичността и покачващите се температури на кратерното езеро, много жители на острова се евакуират и така успяват да избегнат смъртоносния пирокластичен удар. Въпреки това около 200 души са убити при изригването и то главно от появилото се цунами в голямото езеро на калдерата, което заобикаля острова на диатремата.